# Harpiocephalus
Harpiocephalus (Gray, 1842) è un genere di pipistrelli della famiglia dei Vespertilionidi.

## Descrizione

### Dimensioni
Al genere Harpiocephalus appartengono pipistrelli di piccole dimensioni, con lunghezza della testa e del corpo tra 55 e 75 mm, la lunghezza dell'avambraccio tra 40 e 54 mm, la lunghezza della coda tra 37 e 55 mm e un peso fino a 19 g.

### Caratteristiche craniche e dentarie
Il cranio è robusto, con una cresta sagittale ben sviluppata e un rostro corto ed ampio. Le arcate zigomatiche sono lunghe ed espanse. Gli incisivi superiori sono grandi, mentre quelli inferiori sono bassi e tricuspidati. I canini sono bassi ma massicci. Il terzo molare superiore è molto piccolo e talvolta assente.
Sono caratterizzati dalla seguente formula dentaria:

### Aspetto
La pelliccia è densa e lanosa. Le parti dorsali possono essere castane, rosso-arancione o color ruggine, mentre quelle ventrali sono giallo-grigiastre. Le zampe, l'uropatagio e parte delle membrane alari sono ricoperti di peli. Le orecchie sono rotonde, il trago è lungo e con un incavo basale. Le narici sono allungate e tubulari. La coda è lunga e compresa completamente nell'ampio uropatagio.

## Distribuzione
Il genere è diffuso in Asia orientale, dall'India nord-orientale fino alle Isole Molucche.

## Tassonomia
Il genere comprende 2 specie.
- Harpiocephalus harpia
- Harpiocephalus mordax